# Boksen op de Olympische Zomerspelen 1964
Boksen is een van de sporten die beoefend werden tijdens de Olympische Zomerspelen 1964 in Tokio.

## Heren
Uitslagen per gewichtsklasse: 

### vlieggewicht (tot 51 kg)
| rang   | sporter           | land |
| ------ | ----------------- | ---- |
| Goud   | Fernando Atzori   | ITA  |
| Zilver | Artur Olech       | POL  |
| Brons  | Robert Carmody    | USA  |
| Brons  | Stanislav Sorokin | URS  |
| 5      | Otto Babiasch     | EUA  |
| 5      | Choh Dong-kih     | KOR  |
| 5      | Constantin Ciucă  | ROU  |
| 5      | John McCafferty   | IRL  |

### bantamgewicht (tot 54 kg)
| rang   | sporter              | land |
| ------ | -------------------- | ---- |
| Goud   | Takao Sakurai        | JPN  |
| Zilver | Chung Shin-cho       | KOR  |
| Brons  | Juan Fabila Mendoza  | MEX  |
| Brons  | Washington Rodríguez | URU  |
| 5      | Fermín Espinosa      | CUB  |
| 5      | Oleg Grigorjev       | URS  |
| 5      | Nicolas Puiu         | ROU  |
| 5      | Karimu Young         | NGR  |

### vedergewicht (tot 57 kg)
| rang   | sporter              | land |
| ------ | -------------------- | ---- |
| Goud   | Stanislav Stepasjkin | URS  |
| Zilver | Anthony Villanueva   | PHI  |
| Brons  | Charles Brown        | USA  |
| Brons  | Heinz Schulz         | EUA  |
| 5      | Constantin Crudu     | ROU  |
| 5      | José Durán Aguirre   | MEX  |
| 5      | Piotr Gutman         | POL  |
| 5      | Tun Tin              | BIR  |

### lichtgewicht (tot 60 kg)
| rang   | sporter             | land |
| ------ | ------------------- | ---- |
| Goud   | Józef Grudzień      | POL  |
| Zilver | Velikton Barannikov | URS  |
| Brons  | Ronald Allen Harris | USA  |
| Brons  | James McCourt       | IRL  |
| 5      | Rodolfo Arpon       | PHI  |
| 5      | Domingo Barrera     | ESP  |
| 5      | János Kajdi         | HUN  |
| 5      | Stojan Pilisjev     | BUL  |

### halfweltergewicht (tot 63.5 kg)
| rang   | sporter                | land |
| ------ | ---------------------- | ---- |
| Goud   | Jerzy Kulej            | POL  |
| Zilver | Jevgeni Frolov         | URS  |
| Brons  | Eddie Blay             | GHA  |
| Brons  | Habib Galhia           | TUN  |
| 5      | Félix Betancourt       | CUB  |
| 5      | João Henrique da Silva | BRA  |
| 5      | Vladimír Kučera        | TCH  |
| 5      | Iosif Mihalic          | ROU  |

### weltergewicht (tot 67 kg)
| rang   | sporter             | land |
| ------ | ------------------- | ---- |
| Goud   | Marian Kasprzyk     | POL  |
| Zilver | Ričardas Tamulis    | URS  |
| Brons  | Silvano Bertini     | ITA  |
| Brons  | Pertti Purhonen     | FIN  |
| 5      | Issaka Dabore       | NIG  |
| 5      | Kichijiro Hamada    | JPN  |
| 5      | Ernest Powell Mabwa | UGA  |
| 5      | Michael Varley      | GBR  |

### halfmiddengewicht (tot 71 kg)
| rang   | sporter         | land |
| ------ | --------------- | ---- |
| Goud   | Boris Lagoetin  | URS  |
| Zilver | Joseph Gonzales | FRA  |
| Brons  | Józef Grzesiak  | POL  |
| Brons  | Nojim Maiyegun  | NGR  |
| 5      | Anthony Barber  | AUS  |
| 5      | Tom Bogs        | DEN  |
| 5      | Eddie Davies    | GHA  |
| 5      | Vasile Mîrza    | ROU  |

### middengewicht (tot 75 kg)
| rang   | sporter             | land |
| ------ | ------------------- | ---- |
| Goud   | Valeri Popentsjenko | URS  |
| Zilver | Emil Schulz         | EUA  |
| Brons  | Franco Valle        | ITA  |
| Brons  | Tadeusz Walasek     | POL  |
| 5      | Joe Darkey          | GHA  |
| 5      | Ahmed Hassan        | RAU  |
| 5      | Ion Monea           | ROU  |
| 5      | Guillermo Salinas   | CHI  |

### halfzwaargewicht (tot 81 kg)
| rang   | sporter                | land |
| ------ | ---------------------- | ---- |
| Goud   | Cosimo Pinto           | ITA  |
| Zilver | Aleksej Kisseljov      | URS  |
| Brons  | Alexander Nikolov      | BUL  |
| Brons  | Zbigniew Pietrzykowski | POL  |
| 5      | Rafael Luis Gargiulo   | ARG  |
| 5      | Sayed Mersal           | RAU  |
| 5      | František Poláček      | TCH  |
| 5      | Jürgen Schlegel        | EUA  |

### zwaargewicht (boven 81 kg)
| rang   | sporter                 | land |
| ------ | ----------------------- | ---- |
| Goud   | Joe Frazier             | USA  |
| Zilver | Hans Huber              | EUA  |
| Brons  | Giuseppe Ros            | ITA  |
| Brons  | Vadim Jemeljanov        | URS  |
| 5      | Santiago Alberto Lovell | ARG  |
| 5      | Vasile Mariuțan         | ROU  |
| 5      | Athol McQueen           | AUS  |
| 5      | Abdul Rehman            | PAK  |

## Medaillespiegel
| rang   | land               | goud | zilver | brons | totaal |
| ------ | ------------------ | ---- | ------ | ----- | ------ |
| 1      | Sovjet-Unie        | 3    | 4      | 2     | 9      |
| 2      | Polen              | 3    | 1      | 3     | 7      |
| 3      | Italië             | 2    | 0      | 3     | 5      |
| 4      | Verenigde Staten   | 1    | 0      | 3     | 4      |
| 5      | Japan              | 1    | 0      | 0     | 1      |
| 6      | Duits eenheidsteam | 0    | 2      | 1     | 3      |
| 7      | Frankrijk          | 0    | 1      | 0     | 1      |
| 7      | Filipijnen         | 0    | 1      | 0     | 1      |
| 7      | Zuid-Korea         | 0    | 1      | 0     | 1      |
| 10     | Bulgarije          | 0    | 0      | 1     | 1      |
| 10     | Finland            | 0    | 0      | 1     | 1      |
| 10     | Ghana              | 0    | 0      | 1     | 1      |
| 10     | Ierland            | 0    | 0      | 1     | 1      |
| 10     | Mexico             | 0    | 0      | 1     | 1      |
| 10     | Nigeria            | 0    | 0      | 1     | 1      |
| 10     | Tunesië            | 0    | 0      | 1     | 1      |
| 10     | Uruguay            | 0    | 0      | 1     | 1      |
| totaal | totaal             | 10   | 10     | 20    | 40     |